# Todd Warriner
Todd Eaton Warriner (Blenheim, 3 gennaio 1974) è un ex hockeista su ghiaccio canadese.

## Palmarès

### Olimpiadi
- Argento a Lillehammer 1994.